# Diego Quispe Tito
Pour les articles homonymes, voir Quispe.
Diego Quispe Tito (1611-1681) est un peintre quechua considéré comme le principal tenant de l'École de Cuzco.